# Peter Møller Nielsen
 Der er flere personer med dette navn, se Peter Møller.
Peter Møller Nielsen (født 14. april 1956 i Haderslev) er en dansk jurist, der siden 2006 har været politidirektør i Bornholms Politi.
Møller Nielsen er uddannet jurist fra Aarhus Universitet i 1980, og blev ansat som politifuldmægtig ved Holstebro Politi samme år. I 1985, ansat som statsadvokatfuldmægtig i Viborg, til 1989, hvor han flyttede til Silkeborg. Her boede han indtil 2003, hvor han fik jobbet som politimester på Bornholm. Det job blev i 2006 udskiftet med et job som politidirektør.
Peter Møller Nielsen er gift med Hanne Møller Nielsen.